# Neverland (álbum)
Neverland es el sexto álbum de estudio de la banda británica de rock gótico The Mission, publicado en 1996 por el sello Sony Music. Ha sido criticado por el alejamiento del sonido clásico de sus anteriores trabajos, acercándose a una base más rítmica basada en la guitarra por sobre el uso de teclados y sintetizadores.
Obtuvo el puesto 58 en los UK Albums Chart del Reino Unido, siendo el primero de la banda desde su fundación en no alcanzar los top 40 en dicho país. Para promocionarlo fueron lanzados los sencillos «Raising Cain», «Lose Myself in You» y «Swoon» que fue el único que entró en la lista de sencillo inglesa en el lugar 73.

## Lista de canciones
Todas las canciones escritas por The Mission.

| N.º | Título                              | Duración |  |
| 1.  | «Raising Cain»                      | 6:12     |  |
| 2.  | «Sway»                              | 4:44     |  |
| 3.  | «Lose Myself in You»                | 4:21     |  |
| 4.  | «Swoon»                             | 5:07     |  |
| 5.  | «Afterglow» (versión remasterizada) | 7:50     |  |
| 6.  | «Stars Don't Shine Without You»     | 4:57     |  |
| 7.  | «Celebration»                       | 2:24     |  |
| 8.  | «Cry Like a Baby»                   | 5:32     |  |
| 9.  | «Heaven Knows»                      | 6:22     |  |
| 10. | «Swim With the Dolphins»            | 3:17     |  |
| 11. | «Neverland» (vocal)                 | 4:22     |  |
| 12. | «Daddy's Going to Heaven Now»       | 11:08    |  |

## Músicos
- Wayne Hussey: voz y guitarra eléctrica
- Mark Thwaite: guitarra eléctrica
- Andy Cousin: bajo
- Rick Carter: teclados
- Mick Brown: batería